# Voleibol de praia nos Jogos Olímpicos de Verão de 1992
O Voleibol de praia nos Jogos Olímpicos de Verão de 1992 foi um esporte de demonstração, não sendo, assim, os resultados computados para o quadro geral de medalha.
A competição foi disputada nas areias de Almería, e fez grande sucesso junto ao público. Mais de 100 atletas dos 5 continentes participaram do torneio.
Tanto o torneio masculino quanto o feminino tiveram como vencedores duplas estadunidenses. No masculino, levaram a medalha de ouro Sinjin Smith e Randy Stoklos, e no feminino Karolyn Kirby e Nancy Reno.

## Masculino
| Pos | País                 | Atletas                         |
| --- | -------------------- | ------------------------------- |
|     | Estados Unidos (USA) | Sinjin Smith Randy Stoklos      |
|     | Brasil (BRA)         | Eduardo Garrido Roberto Moreira |
|     | Brasil (BRA)         | André Lima Guilherme Marques    |

## Feminino
| Pos | País                 | Atletas                              |
| --- | -------------------- | ------------------------------------ |
|     | Estados Unidos (USA) | Karolyn Kirby Nancy Reno             |
|     | Estados Unidos (USA) | Linda Chisholm Angela Rock           |
|     | Brasil (BRA)         | Roseliane dos Santos Roseli Ana Timm |